# Abu Muhammad 'Asem al-Maqdisi
ʿĀṣim Muḥammad Ṭāhir al-Barqawī, detto Abū Muḥammad al-Maqdisī (in arabo أبو محمد المقدسي‎?; Nablus, 1959), è un politico e scrittore giordano-palestinese, di orientamento salafita.

## Biografia
Abū Muḥammad al-Maqdisī - il cui nome completo è Abū Muḥammad ʿĀṣim al-Maqdisī (in arabo أبو محمد عصام المقدسي‎? ma alla nascita ʿĀṣim Muḥammad Ṭāhir al-Barqawī (in arabo عصام محمد طاهر البرقاوي‎?) - è un ideologo salafita sunnita giordano-palestinese, meglio conosciuto per essere stato il mentore spirituale del terrorista giordano Abū Muṣʿab al-Zarqawī, iniziale leader di Al-Jama'at al-Tawhid wa al-Jihad, noto anche come "al-Qāʿida in Iraq". Tuttavia una profonda frattura si è poi verificata tra i due nel 2004, a causa della dichiarazione comminata da al-Zarqawī di takfīr nei confronti della popolazione sciita in Iraq. Maqdisī era infatti favorevole a un approccio morbido al problema della composizione delle differenze tra le due espressioni principali della fede islamica, cercando di fermare il radicalismo militante ed estremistico del suo antico discepolo, la cui azione agli occhi di Maqdisī era del tutto controproducente.
Gli scritti di Maqdisī hanno ancora un ampio seguito di lettori. Un suo studio effettuato dal Combating Terrorism Center dell'United States Military Academy (USMA) è giunto alla conclusione che Maqdisī "è il maggiore più influente teorico vivente sul Gihadismo" e che "Maqdisi è in ogni caso l'ideologo-chiave contemporaneo relativamente all'universo intellettuale gihadista". Il website gihadista Tawḥīd, di cui egli è proprietario, continua a operare e la relazione dell'USMA lo descrive come "la più importante biblioteca online di al-Qa'ida".

## Formazione
Maqdisī è nato nel 1959 nella cittadina palestinese, sotto occupazione militare israeliana dal 1967, di Nablus. Da giovane la sua famiglia emigrò in Kuwait. Più tardi studiò nell'Università di Mossul, in Iraq. Fu in quel periodo che cominciò a nutrire idee islamiste.
Prese a viaggiare dal Kuwait in Arabia Saudita, per incontrare studiosi e studenti religiosamente impegnati e shaykh. Tuttavia giunse alla conclusione che gran parte di costoro ignorassero il reale stato delle cose del mondo islamico. Cominciò ad approfondire lo studio del grande pensatore hanbalita del XIII secolo, Ibn Taymiyya e di Ibn Qayyim al-Jawziyya. Nello studiare a Medina gli scritti del riformatore religioso Muhammad ibn Abd al Wahhab, ispiratore del Wahhabismo, cominciò ad essere fortemente condizionato anche dal suo pensiero.
Maqdisī viaggiò anche in Pakistan e Afghanistan e incontrò gli esponenti di numerosi gruppi che avevano abbracciato colà la teoria e la pratica del jihād. Si confrontò anche con militanti dell'organizzazione terroristica egiziana "al-Takfir wa l-Hijra" e scrisse un'opera in cui confutava recisamente le loro idee estremistiche. Nel 1992 tornò in Giordania e cominciò presto a criticare aspramente il suo governo e l'impianto legislativo secolare in vigore nel Paese.
Fu anche il primo importante studioso islamista a bollare la Dinastia Saudita di "incredulità religiosa" (o di kufra, eresia massima), e a sostenere che l'adozione della democrazia equivalesse all'apostasia. I suoi insegnamenti gli procurarono numerosi simpatizzanti e questo lo fece notare dalle autorità governative giordane, fino ad essere arrestato e imprigionato.

## L'esperienza carceraria
Durante gli anni 1995-1999 si trovò in carcere assieme ad Abu Mus'ab al-Zarqawi, che fu fortemente condizionato dal pensiero di Maqdisī. Dopo essere stati rilasciati, al-Zarqawī partì per l'Afghanistan mentre Maqdisī rimase in Giordania. Fu ancora arrestato sotto l'imputazione di terrorismo, per aver cospirato al fine di attaccare obiettivi statunitensi in Giordania. Fu ancora una volta rimesso in libertà nel luglio del 2005, ma messo in carcere una terza volta per aver rilasciato un'intervista ad al Jazeera.
Nel 2009 si difese contro "i più giovani estremisti che lo accusavano di essere troppo morbido", ricordando che l'American Combating Terrorism Center a West Point lo aveva identificato "come un pericoloso e influente teorico gihadista".
Maqdisī ha trascorso cinque anni nelle prigioni giordane sotto l'accusa di aver messo a rischio la sicurezza dello Stato e per aver reclutato gihadisti per combattere in Afghanistan. Fu liberato nel giugno del 2014 dal governo giordano: un provvedimento motivato dalla sua vivace opposizione molto critica a Daesh.
Il 21 settembre 2014 ha lanciato un appello per la liberazione di un ostaggio britannico detenuto da Daesh, Alan Henning. In quell'occasione, al-Maqdisī ha detto: "Henning lavorava per un'organizzazione caritatevole guidata da musulmani, che ha inviato numerosi convogli di aiuti per aiutare il popolo siriano. È ragionevole che la sua ricompensa sia stata il suo rapimento e il suo massacro? ... Avrebbe dovuto essere ricompensato con ringraziamenti". "Esortiamo lo Stato islamico a rilasciare quest'uomo (Henning) e altri operatori del gruppo di aiuto che entrano nella terra dei musulmani con una garanzia di protezione... secondo il disposto della Legge sciaraitica", disse.

## Opere
- This is our Aqeedah (Questa è la nostra fede)
- Millat Ibrahim (La comunità di Abramo)
- Democracy is a Religion (La democrazia e una religione)
- The Obvious Proofs of the Saudi State's Impiety (Le evidenti prove dell'empietà dello Stato saudita)
- ...So, Do Not Fear Them! (...Così, non temeteli)
- Expecting the Best from Allah (attendendo il meglio da Dio)
- Delighting The Sight by Exposing the Doubts of Contemporary Murjiah (Deliziando la vista con la spiegazione dei dubbi del moderno Murgismo)
- Meezaanul-I'itidaal (La bilancia della rettitudine)